# Spilogona novemmaculata
Spilogona novemmaculata este o specie de muște din genul Spilogona, familia Muscidae. A fost descrisă pentru prima dată de Zetterstedt în anul 1860. Conform Catalogue of Life specia Spilogona novemmaculata nu are subspecii cunoscute.